# Balice (województwo warmińsko-mazurskie)
Balice – nazwa miejscowości (osada, dobra lub wieś) wzmiankowana dwukrotnie w publikacji Ostróda. Z dziejów miasta i okolic jako położona w komturii ostródzkiej. Położenie miejscowości nie jest znane, położenie w komturii ostródzkiej lokuje ją w powiecie ostródzkim lub okolicy.
W tabeli osad w komturstwie ostródzkim wymieniono osadę Balice, jako dobra rycerskie, o powierzchni 20 włók występujące w dokumentach od 1340 roku.    
W opisie wsi Lipowo W 1543 roku połowę wsi Lipowo i dobra Balice posiadali w swych rękach Grzegorz i Jerzy Baliccy, Krzysztof Kalkstein (współwłaściciel Napromu), Mikołaj Ruszkowski i Anna Schöneich. oraz Do parafii w Lipowie należały wsie Balice, Czerlin, Glaznoty, Idzbark.
Nazwa nie występuje w ww publikacji jako spis miejscowości z 1974 roku, nie występuje w rejestrze miejscowości TERYT, nie występuje w spisie miejscowości i obiektów fizjograficznych PRNG, nie występuje w serwisach lokalnych i na mapach polskich i niemieckich. W pobliżu Lipowa nie ma miejscowości o zbliżonej nazwie, nie ma jej też na mapach z początku XX w.